# GR-2. La Junquera-San Adrián del Besós

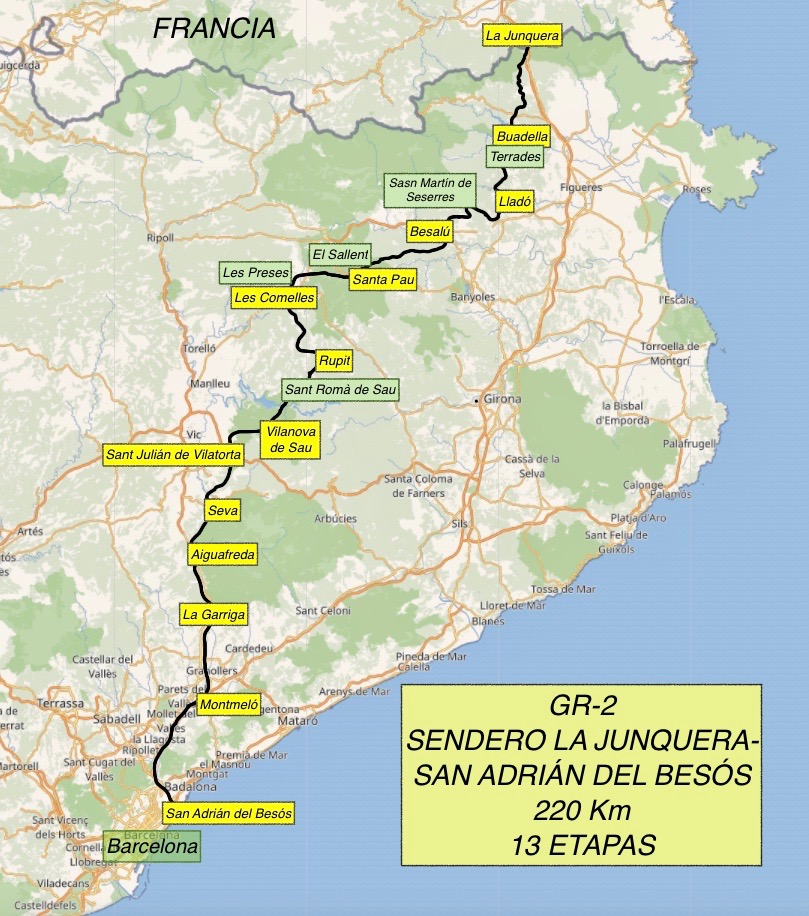
Mapa GR-2 Cataluña, La Junquera-San Adrián del Besós

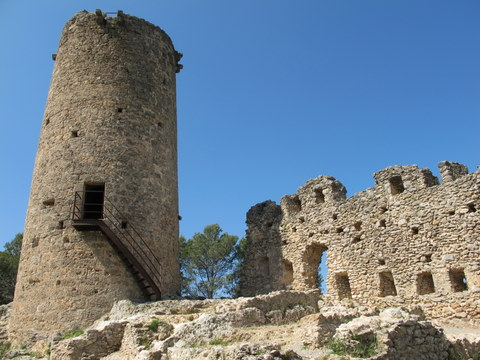
Castillo de las Escaules, en Buadella, final de la primera etapa del GR-2 según la FEEC, Federació d'Entitats Excursionistas de Catalunya)

El sendero La Junquera-San Adrián del Besós, conocido como GR-2 en la clasificación de los senderos de Gran Recorrido o senderos GR españoles, discurre entre las localidades de La Junquera, en la frontera con Francia, y San Adrián del Besós, en la desembocadura del río Besós, junto a la ciudad de Barcelona. Consta de 220 km que pueden hacerse en 13 etapas a través de las comarcas de Alto Ampurdán, La Garrocha, Osona, Vallés Occidental y Barcelonés.
Esta ruta, que primero llegaba hasta Aiguafreda, admite diversas variantes en las terminaciones de las etapas, que cambian de distancia.

## Etapas
- Etapa 1 - La Junquera-Buadella (antes Boadella del Ampurdán), 15,7 km (hasta Terradas unos 20 km)
- Etapa 2 - Buadella-Lladó, 17 km (de Terradas a San Martín Saserras, unos 18 km)
- Etapa 3 - Lladó-Besalú, 21,2 km (de San Martín Saserras a Besalú, unos 18 km)
- Etapa 4 - Besalú-Santa Pau, 19,6 km (hasta El Sallent, unos 13,5 km)
- Etapa 5 - Santa Pau-Las Presas, unos 14 km (hasta la casa rural de Mas Les Comelles[3] unos 18 km (desde El Sallent hasta Las Presas, unos 21 km)
- Etapa 6 - Las Presas-Rupit, unos 22 km (desde Les Comelles, unos 19,43 km)
- Etapa 7 - Rupit-Vilanova de Sau, 16 km (hasta Sant Romà de Sau, unos 13,5 km)
- Etapa 8 - Vilanova de Sau-San Julián de Vilatorta, 12,3 km (desde Sant Romá de Sau hasta San Julián de Vilatorta unos 16,5 km) (desde Vilanova de Sau hasta el santuario de Puig-l'agulla de San Julián de Vilatorta,[4] unos 18 km)
- Etapa 9 - San Julián de Vilatorta-Seva, 14,7 km (desde Puiglagulla, unos 10 km)
- Etapa 10 - Seva-Aiguafreda, 15 km
- Etapa 11 - Aiguafreda-La Garriga, 15,4 km
- Etapa 12 - La Garriga-Montmeló, 17,5 km
- Etapa 13 - Montmeló-San Adrián del Besós, 17,7 km

La variante GR-2.1 sale de Rupit, pasa por la cornisa que domina el embalse de Susqueda y se une de nuevo al GR-2 en el Hostal de la Riba después de unos 13 km, o en la presa del pantano de Sau en 14,7 km, pasando por los escarpes o cingles de Tavertet.